# Sticks nix hick pix

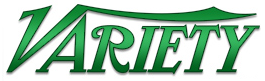
Logo

Sticks nix hick pix ist eine berühmte – wahrscheinlich sogar  die berühmteste – Schlagzeile des amerikanischen Branchenblattes Variety vom 17. Juli 1935. Es handelt sich um Begriffe der amerikanischen Umgangssprache: „stick“ bezeichnet hier die tiefste Provinz, „nix“ wird wie im Deutschen gebraucht, ein „hick“ ist ein Hinterwäldler, ein Bauerntrampel, „pix“ bedeutet „(moving) pictures“, also Filme. Die Übersetzung der ganzen Zeile lautet in etwa „Die Provinz lehnt Dorftrottelfilme ab“. Gemeint war, dass Hollywoodfilme bei den Menschen auf dem Lande schlecht ankommen, weil sie darin oftmals als einfältig dargestellt werden (siehe Stereotyp).
Die Schlagzeile erlangte Berühmtheit, als James Cagney sie 1942 in der Rolle des Broadway-Komponisten, Dramatikers, Produzenten, Schauspielers und Entertainers George M. Cohan in Michael Curtiz’ Musical-Biopic Yankee Doodle Dandy Kindern vorliest und erklärt. Allerdings wurde für den Film nicht die Original-Ausgabe der Variety benutzt, sondern eine dem Original nachempfundene Filmrequisite, weshalb sich die Schlagzeile im Film Stix nix hix flix! liest, was bis heute zu falschen Zitaten führt.